# Buddy the Detective
Pour plus de détails, voir Fiche technique et Distribution.
Buddy the Detective est un dessin animé américain réalisé par Jack King, produit par la Warner Bros. Pictures, dans la série des Buddy (Looney Tunes), sorti en 1934.
Il a été réalisé par Jack King et produit par Leon Schlesinger est crédité comme producteur associé.

## Fiche technique
- Titre original : Buddy the Detective
- Réalisation : Jack King
- Producteurs : Leon Schlesinger
- Musique : Norman Spencer et Bernard Brown
- Production : Leon Schlesinger Studios
- Distribution : Warner Bros. Pictures
- Format : noir et blanc - mono
- Langue : anglais
- Pays : États-Unis
- Genre : Dessin-animé
- Durée : 8 minutes
- Date de sortie : USA : 17 octobre 1934
- Licence : Domaine public[1]